# Agerø
Agerø – wyspa znajdująca się w Limfjorden w Danii. Ma 3,8 km² powierzchni i zamieszkana jest przez 28 osób (2017 r.). Znajduje się pomiędzy większą wyspą Morsø (363 km²), z którą połączona jest groblą, a półwyspem Thyholm.

## Krótki opis
Większość obszaru wyspy stanowią użytki rolne. Wyjątkiem jest obszar chronionych łąk nadbrzeżnych w jej północnej części, stanowiący ważny przystanek dla ptactwa wędrownego. Na Agerø znajduje się również niewielki (60 miejsc siedzących) kościół, wybudowany w 1908 roku.